# Comuna Mazivka, Putîvl
Mazivka (în ucraineană Мазівка) este o comună în raionul Putîvl, regiunea Sumî, Ucraina, formată din satele Mazivka (reședința), Orihivka, Pocepți, Soloviove și Voronivka.

## Demografie
Componența lingvistică a comunei Mazivka
     Rusă (72,17%)
     Ucraineană (27,58%)
     Alte limbi (0,12%)
Conform recensământului din 2001, majoritatea populației comunei Mazivka era vorbitoare de rusă (72,17%), existând în minoritate și vorbitori de ucraineană (27,58%).